# 변황후 (조모)
변황후(卞皇后, ? ~ ?)는 조위의 제4대 황제인 조모의 황후로, 낭야군 개양현(開陽縣) 사람이다.

## 생애
변씨의 아버지 변륭(卞隆)은 조모의 증조부 조조의 처남이자 무선황후의 남동생인 변병(卞秉)의 손자였다. 변병의 아들 변란(卞蘭)은 변륭의 아버지로, 변씨는 변란의 손녀이자 변병의 증손녀였다.
정원 2년(255년) 3월, 당시 14세였던 조모는 변씨를 황후로 책봉하고, 대대적인 사면령을 내렸다. 그녀의 나이는 알려지지 않았다. 이때 그녀의 아버지 변륭은 열후에 봉해졌다. 그는 광록대부가 되었고, 특진(特進)의 자리에 올랐으며, 열후로는 수양향후(睢陽鄕侯)에 봉해졌다. 그의 처 왕씨(王氏)는 현양향군(顯陽鄕君)에 봉해졌다. 그리고 당시에는 이미 죽고 없었던 그 전처인 유씨(劉氏)는 변황후의 친어머니였었던 까닭으로 순양향군(順陽鄕君)에 추봉되었다. 변황후의 남편 조모는 사마사, 그 후에는 사마소의 엄격한 통제하에 있었기 때문에 그녀의 행적에 대한 더 이상의 기록은 없다.
감로 5년(260년), 조모는 사마소에 맞서 쿠데타를 시도하였으나, 실패하고 시해당하였다. 이후 행적과 몰년은 미상이다.

## 같이 보기
- 삼국지 인물 목록